# Cimicodes albicosta
Cimicodes albicosta là một loài bướm đêm trong họ Geometridae.